# Iowa Speedway

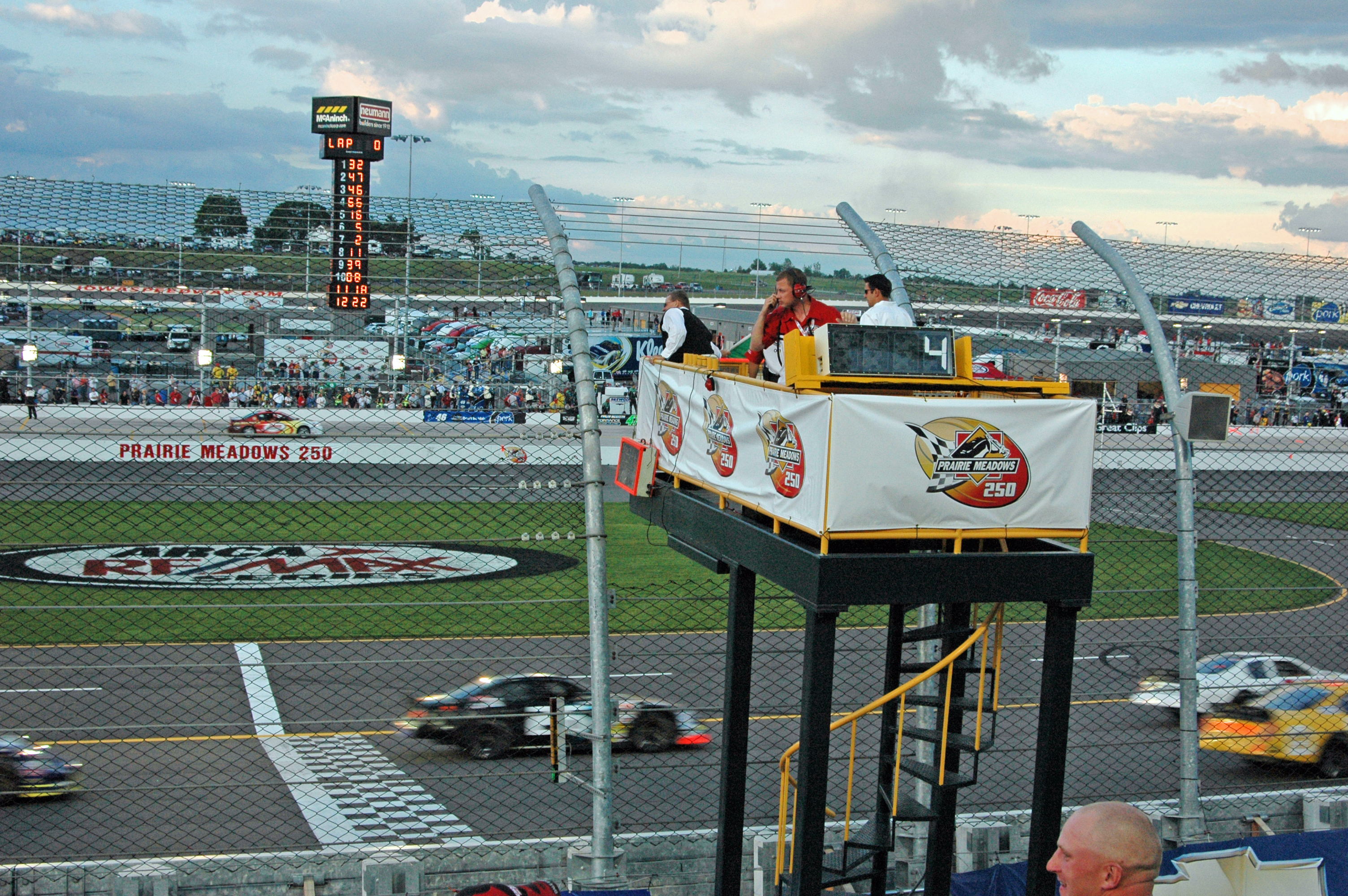
Iowa Speedway

L'Iowa Speedway est un ovale américain basé à Newton dans l'état d'Iowa aux États-Unis. D'une longueur de 0,875 mile (1,4 km), il peut accueillir 30 000 spectateurs assis. 

## Courses actuelles
- Indy Racing League
- NASCAR Nationwide Series
- NASCAR Camping World Truck Series
- ARCA RE/MAX Series